# جزيرة كودياك
جزيرة كودياك (بالإنجليزية: Kodiak، بلغة ألوتيك: كيكرتاك Qikertaq، بالروسية: كادياك Кадьякъ) هي جزيرة كبيرة على الساحل الجنوبي لولاية ألاسكا الأمريكية، وهي مفصولة عن بر ألاسكا الرئيسي بمضيق شيليكوف. وهي أكبر جزيرة في أرخبيل كودياك، وثاني أكبر جزيرة في الولايات المتحدة وترتيبها الثمانين بين أكبر جزر العالم، حيث تبلغ مساحها 9,311.24 كيلومتر مربع (3,595.09 ميل مربع)، وهي أكبر قليلا من قبرص. ويبلغ طولها 160 كم (99 ميلا) ويتراوح عرضها بين 16 و 97 كيلومترا (10 إلى 60 ميل). جزيرة كودياك هي سميّة جبل كودياك البحري، والذي يقع قبالة الساحل في خندق أليوتيان. أكبر تجمع سكني في الجزيرة هو مدينة كودياك.
جزيرة كودياك جبلية وكثيفة الغابات في الشمال والشرق، ولكنها مقفرة تقريبا في الجنوب. الجزيرة بها العديد من الخلجان العميقة والخالية من الجليد والتي توفر مراسي آمنة للقوارب. جنوب غرب الجزيرة الذي يشكل ثلثي مساحتها هو جزء من محمية كودياك الوطنية للحياة البرية مثل أغلب أرخبيل كودياك.
جزيرة كودياك هي جزء من مقاطعة جزيرة كودياك وأرخبيل كودياك في ألاسكا. مدينة كودياك هي إحدى سبع تجمعات سكنية في جزيرة كودياك وهي المدينة الرئيسية في الجزيرة. جميع وسائل النقل التجارية بين الجزيرة والعالم الخارجي تمر عبر هذه المدينة إما عن طريق العبارة أو شركة الطيران. وتشمل المستوطنات الأخرى قرى أكهيوك، أولد هاربور، كارلوك، لارسن باي، بورت ليونز، وهو تجم سكنيع غير منظم بالقرب من كيب تشينياك. قرية أوزينكي على جزيرة سبروس القريبة هي أيضا جزء من المجتمع الجزيرة. كودياك هو أيضا موطن لأكبر قواعد خفر السواحل الأمريكي، والتي تشمل قاعدة خفر السواحل كودياك، خفر السواحل محطة طيران كودياك، محطة الاتصالات كودياك، ومساعدة لمحطة الملاحة كودياك.
من الحيوانات المستوطنة للجزيرة دب كودياك وسرطان البحر الملك. وتعد صناعة صيد الأسماك أهم نشاط اقتصادي في الجزيرة؛ وتشمل مصائد الأسماك سلمون المحيط الهادئ، وهلبوت المحيط الهادئ، وسرطان البحر. يشتهر نهر كارلوك برحلات السلمون. كذلك فإن التحطيب وتربية الماشية ومصانع تعليب وتعدين النحاس هي أيضا موجودة.
حقل الهوائيات الموجود في قمة جبل بيلار فوق مدينة كودياك يوفر الاتصالات الأولية من وإلى الجزيرة.

## المناخ
يظهر الجدول التالي التغييرات المناخية على مدار السنة لجزيرة كودياك:
| البيانات المناخية لـجزيرة كودياك  | البيانات المناخية لـجزيرة كودياك | البيانات المناخية لـجزيرة كودياك | البيانات المناخية لـجزيرة كودياك | البيانات المناخية لـجزيرة كودياك | البيانات المناخية لـجزيرة كودياك | البيانات المناخية لـجزيرة كودياك | البيانات المناخية لـجزيرة كودياك | البيانات المناخية لـجزيرة كودياك | البيانات المناخية لـجزيرة كودياك | البيانات المناخية لـجزيرة كودياك | البيانات المناخية لـجزيرة كودياك | البيانات المناخية لـجزيرة كودياك | البيانات المناخية لـجزيرة كودياك |
| الشهر                             | يناير                            | فبراير                           | مارس                             | أبريل                            | مايو                             | يونيو                            | يوليو                            | أغسطس                            | سبتمبر                           | أكتوبر                           | نوفمبر                           | ديسمبر                           | المعدل السنوي                    |
| --------------------------------- | -------------------------------- | -------------------------------- | -------------------------------- | -------------------------------- | -------------------------------- | -------------------------------- | -------------------------------- | -------------------------------- | -------------------------------- | -------------------------------- | -------------------------------- | -------------------------------- | -------------------------------- |
| الدرجة القصوى °ف (°م)             | 54 (12)                          | 60 (16)                          | 57 (14)                          | 70 (21)                          | 80 (27)                          | 86 (30)                          | 82 (28)                          | 84 (29)                          | 80 (27)                          | 74 (23)                          | 60 (16)                          | 62 (17)                          | 86 (30)                          |
| متوسط درجة الحرارة الكبرى °ف (°م) | 35 (2)                           | 36 (2)                           | 38 (3)                           | 43 (6)                           | 49 (9)                           | 55 (13)                          | 60 (16)                          | 61 (16)                          | 56 (13)                          | 46 (8)                           | 39 (4)                           | 36 (2)                           | 46 (8)                           |
| متوسط درجة الحرارة الصغرى °ف (°م) | 25 (−4)                          | 24 (−4)                          | 27 (−3)                          | 32 (0)                           | 38 (3)                           | 44 (7)                           | 48 (9)                           | 49 (9)                           | 43 (6)                           | 34 (1)                           | 29 (−2)                          | 25 (−4)                          | 35 (2)                           |
| أدنى درجة حرارة °ف (°م)           | −16 (−27)                        | −12 (−24)                        | −6 (−21)                         | 7 (−14)                          | 18 (−8)                          | 30 (−1)                          | 35 (2)                           | 34 (1)                           | 26 (−3)                          | 7 (−14)                          | 0 (−18)                          | −9 (−23)                         | −16 (−27)                        |
| الهطول إنش (مم)                   | 8.17 (208)                       | 5.72 (145)                       | 5.22 (133)                       | 5.48 (139)                       | 6.31 (160)                       | 5.38 (137)                       | 4.12 (105)                       | 4.48 (114)                       | 7.84 (199)                       | 8.36 (212)                       | 6.63 (168)                       | 7.64 (194)                       | 75.35 (1٬914)                    |
| متوسط تساقط الثلوج إنش (سم)       | 14.5 (37)                        | 14.7 (37)                        | 10.3 (26)                        | 7.5 (19)                         | 0.2 (0.51)                       | 0 (0)                            | 0 (0)                            | 0 (0)                            | 0 (0)                            | 1.4 (3.6)                        | 7.3 (19)                         | 15.6 (40)                        | 71.5 (182.11)                    |
| المصدر:                           |                                  |                                  |                                  |                                  |                                  |                                  |                                  |                                  |                                  |                                  |                                  |                                  |                                  |